# Équipe de Porto Rico masculine de volley-ball
 (août 2024).
Si vous disposez d'ouvrages ou d'articles de référence ou si vous connaissez des sites web de qualité traitant du thème abordé ici, merci de compléter l'article en donnant les références utiles à sa vérifiabilité et en les liant à la section « Notes et références ».
Cet article traite de l'équipe masculine. Pour l'équipe féminine, voir Équipe de Porto Rico féminine de volley-ball.
L'équipe de Porto Rico de volley-ball est composée des meilleurs joueurs portoricains sélectionnés par la Fédération portoricaine de volleyball (en espagnol : Federación Puertorriqueña de Voleibol, FPV). Elle est classée au 25e rang de la Fédération internationale de volley-ball au 16 août 2022.

## Sélection en 2010
Sélection pour la Coupe panaméricaine 2010.
Entraîneur : Carlos D. Cardona  ; entraîneur-adjoint : Ramón Hernandez

## Palmarès et parcours

### Palmarès
- Championnat d'Amérique du Nord (1)
  - Vainqueur : 2021[1]
  - Finaliste : 2007
  - Troisième : 2009, 2015
- Jeux d'Amérique centrale et des Caraïbes (4)
  - Vainqueur : 2002, 2006, 2010, 2018[2]
  - Finaliste : 1935, 1946, 1954, 1993, 2014
  - Troisième : 1950, 1959, 1986
- Coupe panaméricaine
  - Finaliste : 2007, 2017
  - Troisième : 2010

### Parcours

#### Championnats du monde
| - 1949 : Non qualifié - 1952 : Non qualifié - 1956 : Non qualifié - 1960 : Non qualifié - 1962 : Non qualifié - 1966 : Non qualifié - 1970 : Non qualifié - 1974 : 23e - 1978 : Non qualifié - 1982 : Non qualifié | - 1986 : Non qualifié - 1990 : Non qualifié - 1994 : Non qualifié - 1998 : Non qualifié - 2002 : Non qualifié - 2006 : 12e - 2010 : 13e - 2014 : 21e - 2018 : 21e |

#### Ligue mondiale
| - 1990 : non participant - 1991 : non participant - 1992 : non participant - 1993 : non participant - 1994 : non participant - 1995 : non participant - 1996 : non participant - 1997 : non participant - 1998 : non participant - 1999 : non participant | - 2000 : non participant - 2001 : non participant - 2002 : non participant - 2003 : non participant - 2004 : non participant - 2005 : non participant - 2006 : non participant - 2007 : non participant - 2008 : non participant - 2009 : non participant | - 2010 : non participant - 2011 : 16e - 2012 : non participant - 2013 : non participant - 2014 : 27e - 2015 : 28e - 2016 : 36e - 2017 : non participant |

#### Coupe du monde
| - 1965 : Non participant - 1969 : Non participant - 1977 : Non participant - 1981 : Non participant - 1985 : Non participant - 1989 : Non participant - 1991 : Non participant - 1995 : Non participant - 1999 : Non participant - 2003 : Non participant | - 2007 : 6e - 2011 : Non participant - 2015 : Non participant - 2019 : Non participant |

#### Jeux panaméricains
| - 1955 : Non participant - 1959 : 8e - 1963 : Non participant - 1967 : 8e - 1971 : 11e - 1975 : Non participant - 1979 : 6e - 1983 : 7e - 1987 : Non participant - 1991 : 5e | - 1995 : 6e - 1999 : Non participant - 2003 : 7e - 2007 : 5e - 2011 : 7e - 2015 : 4e - 2019 : 5e |

#### Championnat d'Amérique du Nord
| - 1969 : 6e - 1971 : 4e - 1973 : 4e - 1975 : Non qualifié - 1977 : 4e - 1979 : Non qualifié - 1981 : 5e - 1983 : 5e - 1985 : 6e - 1987 : 6e | - 1989 : 4e - 1991 : 5e - 1993 : 4e - 1995 : 4e - 1997 : 5e - 1999 : 5e - 2001 : 5e - 2003 : 5e - 2005 : 5e - 2007 : Finaliste | - 2009 : 3e - 2011 : 4e - 2013 : 4e - 2015 : 3e - 2017 : non qualifié - 2019 : 5e - 2021 : Vainqueur |

### Copa America

#### Coupe panaméricaine
| - 2006 : Non participant - 2007 : Finaliste - 2008 : 7e - 2009 : 4e - 2010 : 3e - 2011 : 4e - 2012 : Non participant - 2013 : 4e - 2014 : 4e - 2015 : 7e | - 2016 : Non participant - 2017 : Finaliste - 2018 : 4e - 2019 : 6e - 2021 : 5e - 2022 : 5e |

#### Jeux d'Amérique centrale et des Caraïbes
| - 1930 : ? - 1935 : Finaliste - 1946 : Finaliste - 1950 : 3e - 1954 : Finaliste - 1959 : 3e - 1962 : ? - 1966 : ? - 1970 : ? - 1974 : ? | - 1978 : ? - 1982 : ? - 1986 : 3e - 1990 : ? - 1993 : Finaliste - 1998 : ? - 2002 : Vainqueur - 2006 : Vainqueur - 2010 : Vainqueur - 2014 : Finaliste | - 2018 : Vainqueur |